# 驿道
驿道也被称为古驿道，是古代中国设置驿站的通途大道，古代陆地交通主通道，同时也是属于重要的军事设施之一，主要用于转输军用粮草物资、传递军令军情的通道。如著名的丝绸之路，古代的湖广驿道、南阳-襄阳驿道、青蒿驿道、梅关古驿道等。
古代官方驿道云南驿在明朝和清朝时都是中國驿道系统中的重要咽喉要道，類似於今天的国道，在古称官道，是由中央政府投资并按统一国家标准修建的國家公路系统，云南驿现在保存的1·7公里长的青石板路，就是当时的官道，按一丈左右的标准建成，可以保证两匹马相向而行，通行无阻。古代驿道主要用于中央政府与地方的各种政务、经济、军事等公文信息传递、物资运输、军队调动、军队后勤补给和官员出差、调任与巡视。也是中央政府对边疆地区进行政治上控制的重要手段。而驿站是沿驿道设立的负责官方接待、信息传递，道路管理和军队供给的机构。驿道和驿站合称为驿传系统，作用相当于今天的邮政电讯、政府招待所和兵站。驿是古代对行省区驿传设置的称呼。台、站则指在边疆地区的驿传设置。
作为清代驿传系统主体的驿站，在功能上与以往各代的驿站有所不同。在以前，驿站并不同时具备文报传递、官员接待、物资运输三项功能，清代的驿站则是集三项功能于一身。由于驿传系统在对全国统治中的重要地位，所以历代都是由朝廷兵部直接进行管辖。
云南驿在古代是中國驿道系统中的重要咽喉之地，所以云南驿也是最早就有驿道的地方。同时这条路又是著名的茶马古道的一部分，而茶马古道是一条民间运输物资的重要商道，在古代，官道和商道在某些路段是重合在一起的，那时从昆明到大理就是驿道与茶马古道重合为一条路线。因此古代这里又是商业马帮来往和货物集散地。由于在此设立驿站，驿名为云南驿，所以后来驿站名就成为了当地地名。这里当时是昆明到大理驿道11站中的第8站，是一个规模很大的驿站，它在清朝时是通往西藏、缅甸驿道的重要咽喉要地。林则徐作为钦差大臣到云南时曾经在此住过。后来当地人把这个驿站称为岑公祠，是因为清朝同治年间的云贵总督岑毓英到此指挥镇压滇西杜文秀领导的回族起义，驿站中有一幢楼专供他居住，故得此名。
至清末古代的驿传系统被现代的邮政体系所取代，驿站废除。